# Douvrin
Douvrin – miejscowość i gmina we Francji, w regionie Hauts-de-France, w departamencie Pas-de-Calais.
Według danych na rok 1990 gminę zamieszkiwały 5442 osoby, a gęstość zaludnienia wynosiła 568 osób/km² (wśród 1549 gmin regionu Nord-Pas-de-Calais Douvrin plasuje się na 162. miejscu pod względem liczby ludności, natomiast pod względem powierzchni na miejscu 346.).

## Gospodarka
W miejscowości znajdują się zakłady produkcji silników Francaise de Mecanique należące do koncernu PSA.